# Фельдман, Николай Эдуардович
Николай Эдуардович Фельдман (1905, Санкт-Петербург, Российская империя — 1989) — советский военно-морской деятель, контр-адмирал (22 июля 1944).

## Биография
Родился в 1905 году в Санкт-Петербурге. Отец: Эдуард Герман Эрнест Фельдман, 1876 г.р., лютеранского вероисповедания. Мать: Александра Васильевна Фельдман ( в девичестве Васильева), 1883 г.р., православного вероисповедания.
С 1923 — на службе в ВМС РККА. С ноября 1923 по ноябрь 1926 — учёба в ВМУ им. Фрунзе. С ноября 1926 по ноябрь 1927 — помощник вахтенного начальника линейного корабля «Парижская коммуна». С ноября 1927 по ноябрь 1928 — учёба в артиллерийском классе СККС ВМС. С ноября 1928 по ноябрь 1933 — младший, затем старший артиллерист линейного корабля «Октябрьская революция». С ноября 1933 по сентябрь 1935 — флагманский артиллерист бригады линейных кораблей. С сентября 1935 по февраль 1936 — в распоряжении Управлением кораблестроения народного комиссариата ВМФ. С февраля 1936 по март 1938 — флагманский артиллерист штаба Краснознамённого Балтийского флота. С 1937 или с марта 1938 по апрель 1940 либо по 1941 — командир лёгкого крейсера «Киров». Участвовал в войне с Финляндией. С 21 апреля по 30 августа или по октябрь 1940 — командир линейного корабля «Марат». С декабря 1940 по октябрь 1941 — флагманский артиллерист штаба Краснознамённого Балтийского флота, участник обороны Таллина. В августе 1941 — помощник начальника обороны главной базы Краснознамённого Балтийского флота. С октября 1941 по июнь 1942 — заместитель начальника артиллерии Краснознамённого Балтийского флота. С июня 1942 по июнь 1944 — начальник штаба Кронштадтской военно-морской базы. В июле 1944 года командовал высадкой десанта на острова Бьёркё, Торсари, Пийсари и на острова Выборгского залива. С 23 июня 1944 по 22 февраля 1945 — командир бригады шхерных кораблей Балтфлота. С сентября по декабрь 1944 командовал операциями по прикрытию конвоев из Швеции. С марта по апрель 1945 руководил минированием Кенигсбергского морского канала. С 16 марта по 9 мая 1945 — командир военно-морской базы Пиллау, при этом с апреля по май 1945 командовал высадкой десанта на косу Фриш-Нерунг. С сентября 1945 по апрель 1951 — командир объединения учебных кораблей Краснознамённого Балтийского флота. В 1947 учился на Академических курсах офицерского состава при ВМА им. Ворошилова. С апреля по декабрь 1951 — командир 85-й бригады. С декабря 1951 по август 1952 — командир 28-й дивизии учебных кораблей 8-го ВМФ. С августа 1952 по октябрь 1953 — старший преподаватель, затем по сентябрь 1956 — заместитель начальника, после чего по апрель 1960 — начальник кафедры тактики надводных кораблей ВМА им. Ворошилова. В апреле 1960 уволен в запас. Умер 8 марта 1989 в Ленинграде. Похоронен на Северном кладбище.